# Asemonea
Genre
Asemonea est un genre d'araignées aranéomorphes de la famille des Salticidae.

## Distribution
Les espèces de ce genre se rencontrent en Afrique subsaharienne, en Asie et en Australie.

## Liste des espèces
Selon World Spider Catalog (version 25.5, 13/09/2024) :
- Asemonea amatola Wesołowska & Haddad, 2013
- Asemonea bimaculata Dierkens, 2014
- Asemonea clara Wesołowska & Haddad, 2013
- Asemonea crinita Wanless, 1980
- Asemonea cristata Thorell, 1895
- Asemonea cuprea Wesołowska, 2009
- Asemonea fimbriata Wanless, 1980
- Asemonea flava Wesołowska, 2001
- Asemonea liberiensis Wanless, 1980
- Asemonea maculata Wanless, 1980
- Asemonea minuta Wanless, 1980
- Asemonea mirpurensis Jahan & Biswas, 2021
- Asemonea murphyae Wanless, 1980
- Asemonea ornatissima G. W. Peckham, E. G. Peckham & Wheeler, 1889
- Asemonea pallida Wesołowska, 2001
- Asemonea pinangensis Wanless, 1980
- Asemonea pulchra Berland & Millot, 1941
- Asemonea pusilla Wesołowska & Russell-Smith, 2022
- Asemonea serrata Wesołowska, 2001
- Asemonea sichuanensis Song & Chai, 1992
- Asemonea stella Wanless, 1980
- Asemonea tanikawai Ikeda, 1996
- Asemonea tenuipes (O. Pickard-Cambridge, 1869)
- Asemonea trispila Tang, Yin & Peng, 2006
- Asemonea virgea Wesołowska & Szűts, 2003
- Asemonea wagneri Wiśniewski & Wesołowska, 2024

## Systématique et taxinomie
Ce genre a été décrit par O. Pickard-Cambridge en 1869.

## Publication originale
- O. Pickard-Cambridge, 1869 : « Descriptions and sketches of some new species of Araneida, with characters of a new genus. » Annals and Magazine of Natural History, sér. 4, vol. 3, p. 52-74 (texte intégral).